# Arman Sziłmanow
Arman Sziłmanow, kaz. Арман Шилманов  (ur. 20 kwietnia 1984) – kazachski zawodnik taekwondo, brązowy medalista olimpijski, medalista mistrzostw świata.
Brązowy medalista igrzysk olimpijskich w Pekinie w 2008 roku w kategorii powyżej 80 kg. 
Jest dwukrotnym brązowym medalistą mistrzostw świata z 2007 i 2009 roku.